# Sa vz. 23
El CZ Modelo 25 (correctamente, Sa 25 o Sa vz. 48b/samopal vz. 48b – samopal vzor 48 výsadkový, "subfusil modelo 1948 de paracaidista") fue quizás el modelo más conocido de una serie de subfusiles de diseño checoslovaco introducidos en 1948. Esta serie tuvo cuatro modelos muy parecidos: el Sa 23, el Sa 24, el Sa 25 y el Sa 26. El diseñador principal fue Jaroslav Holeček (1923-1977), ingeniero jefe de la fábrica de armas Česká zbrojovka Strakonice.
La serie Sa 23 es accionada por retroceso directo, no tiene recámara acerrojada y dispara a cerrojo abierto. También utiliza un gatillo progresivo para seleccionar entre modo semiautomático y modo automático. Apretando suavemente el gatillo, se dispara un solo tiro, mientras que presionando el gatillo más atrás se dispara en modo automático, hasta que el gatillo es soltado o se vacíe el cargador.
Esta serie fueron los primeros subfusiles producidos en serie con un cerrojo telescópico, en el que la parte delantera del cerrojo se extiende más allá de la recámara del cañón, envolviéndose alrededor de éste. Esta característica reduce significativamente la longitud requerida del subfusil, permitiendo un mejor balance y manipulación. La manipulación fue mejorada aún más mediante el empleo de un pistolete que aloja el cargador y el mecanismo de gatillo, ubicado aproximadamente en la mitad de su longitud. El cajón de mecanismos del arma fue fresado a partir de un tubo de acero.
El diseño de los subfusiles de la serie Sa 23 es más notable en Occidente por haber inspirado el diseño de cerrojo abierto y de recarga por retroceso del posterior subfusil Uzi.

## Empleo
Los modelos Sa 25 y Sa 26 fueron empleados por Cuba durante las décadas de 1960 y 1970, pudiendo verse algunos en fotografías tomadas durante la invasión de Bahía de Cochinos
Después que el Sa 25 fuese declarado obsoleto en 1968, muchos subfusiles de 9 mm fueron vendidos a otros países. Las armas sobrantes fueron exportadas a otros países socialistas, incluyendo a Vietnam del Norte. Una copia ligeramente modificada del modelo de 9 mm fue producida a inicios de la década de 1970 en Rodesia con el nombre de LDP. Su fabricación se transfirió más tarde a Sudáfrica, donde fue brevemente publicitada como la Sanna 77 en versión semiautomática.
A inicios de la década de 2000 se importaron muchos juegos de piezas a los Estados Unidos, con los cajones de mecanismos incorrectamente desmilitarizados (habían sido aserrados en lugar de ser cortados con soplete). Esto impulsó al Buró de Alcohol, Tabaco, Armas de Fuego y Explosivos a enviar en 2007 una carta a los distribuidores, solicitando el envío de los fragmentos del cajón de mecanismos, que a su vez fue reenviada a muchos de los compradores. La carta solamente pedía el envío de los fragmentos del cajón de mecanismos, pero como estos tenían piezas clave soldadas (tales como el brocal del cargador), es probable que algunos fragmentos del cajón de mecanismos fueron devueltos con partes vitales del subfusil aún acopladas. Los juegos de piezas disponibles en el mercado de segunda mano han aumentado su valor desde entonces y muchos de aquellos que están disponibles no están completos.[cita requerida]

## Variantes
- El Sa 23 (vz. 48A) fue la primera variante, utilizando una culata de madera fija y disparando el cartucho estándar 9 x 19 Parabellum. Tiene un pistolete donde se inserta su cargador. Los cargadores suministrados tenían capacidades de 24 y 40 balas.
- El Sa 25 (vz. 48b) fue la segunda variante y tal vez la más conocida, utilizaba una culata metálica plegable y disparaba el cartucho 9 x 19 Parabellum. Además de la culata plegable, es idéntica al Sa 23 y emplea los mismos cargadores de 24 y 40 balas.

Los Sa 24 y Sa 26 fueron introducidos después que Checoslovaquia se uniera al Pacto de Varsovia, siendo rediseñados para disparar el cartucho soviético de pistola estándar 7,62 x 25 Tokarev.
- El Sa 24 (vz. 48a/52) corresponde al Sa 23, con una culata de madera fija y disparando el cartucho 7,62 x 25 Tokarev. Se puede distinguir visualmente del Sa 23, ya que posee un pistolete ligeramente inclinado hacia adelante, aunque el cajón de mecanismos y otros componentes son visiblemente idénticos. Era suministrado con cargadores de 32 balas.
- El Sa 26 (vz. 48b/52) corresponde al Sa 25 con culata metálica plegable, pero por lo demás es idéntico al Sa 24 y usa los mismos cargadores de 32 balas.

## Usuarios
- Camboya[3]
- Checoslovaquia[3]
- Chile[4]
- Cuba[3]
- El Salvador
- Guinea[3]
- Guinea-Bisáu[3]
- Líbano[4]
- Libia[4]
- Mozambique[3]
- Nicaragua[3]
- Nigeria[3]
- Rumania[3]
- Somalia[3]
- Sudáfrica[4]
- Siria[3]
- Tanzania[3]
- Rodesia[3]